# Fred Peart
Thomas Frederick Peart, baron Peart (ur. 30 kwietnia 1914, zm. 26 sierpnia 1988), znany jako Fred Peart, brytyjski polityk, członek Partii Pracy, minister w rządach Harolda Wilsona i Jamesa Callaghana.
Był absolwentem uniwersytetu w Durham, który ukończył w 1936 r. Walczył podczas II wojny światowej i dosłużył się stopnia kapitana. W latach 1945–1976 zasiadał w Izbie Gmin jako reprezentant okręgu Workington. Po wyborczym zwycięstwie Partii Pracy w 1964 r. został ministrem rolnictwa, rybołówstwa i żywności. W 1968 r. był przez krótki czas Lordem Tajnej Pieczęci. Następnie został Lordem Przewodniczącym Rady i przewodniczącym Izby Gmin. Pozostawał na tych stanowiskach do wyborczej porażki laburzystów w 1970 r.
Po powrocie Partii Pracy do władzy w 1974 r. ponownie został ministrem rolnictwa, rybołówstwa i żywności. W 1976 r. został kreowany parem dożywotnim jako baron Peart i zasiadł w Izbie Lordów. Jednocześnie został przewodniczącym tej izby oraz Lordem Tajnej Pieczęci. Na tych stanowiskach pozostał do porażki Partii Pracy w wyborach 1979 r. Do 1982 r. stał na czele Partii Pracy w Izbie Lordów. Zmarł w 1988 r.